# 朱祐棿
广济王朱祐棿（15世纪—15世纪），明朝荆王朱见㴋第七子。
弘治二年（1489年）七月赐名。后封广济王，时间待考。
弘治五年（1492年），朱见㴋谋逆事发被赐死，明孝宗指定朱见㴋的侄子都梁王朱祐橺将来袭封荆王，命朱祐橺管荆王府事；弘治七年（1494年）三月，敕令朱祐橺将朱见㴋诸子世子朱祐柄、虞城王朱祐槢、洛安王朱祐橙、朱祐棿拘拿到府，令他们北跪接受面諭敕旨，都革去封爵降為庶人，和各自的子女都遷發楚王封地武昌城內，各自酌量撥房屋居住，照例給與柴米等物養贍。
此后没有朱祐棿的记载。